# Байджу
Байджу или Бачу (Байджу-нойон, Бачу-нойон, Бачу-хурчи) — монгольский военачальник (нойон) середины XIII века, имперский наместник в северо-западном Иране, Закавказье и Малой Азии.

## Биография
Происходил из племени йисут (бэсут) и был родственником знаменитого полководца Джэбэ. В 1228 году принимал участие в битве с Джелал ад-Дином при Исфахане, через год в качестве тысячника выступил в новый поход против хорезмшаха в составе 30-тысячной армии под началом нойона Чормагана. Позднее Байджу стал темником, а в 1242 году сменил Чормагана, разбитого параличом (или умершего), на посту командующего местной группировкой монгольских войск, размещавшейся в Арране и Муганской степи. Сообщается, что он получил это назначение по жребию, так как монголы «руководствовались указаниями волхователей».
Байджу сразу же начал активные действия против Конийского султаната. Он подступил к принадлежавшему сельджукам Эрзеруму и предложил жителям сдаться. В ответ на их отказ монголы осадили город и, применив осадные орудия, через два месяца взяли его. Эрзерум был разграблен и разрушен, жители убиты или обращены в рабство. Армянские летописцы сообщают, что монголы захватили в городе множество христианских книг — жития святых, богато украшенные Евангелия — и за бесценок продавали их служившим в войске христианам, а те раздаривали по церквям и монастырям. Байджу отошёл с войском на зимовку в Мугань.
На следующий год конийский султан Гийас ад-Дин Кей-Хосров II во главе значительной армии выступил против монголов. 26 июня сельджукское войско потерпело поражение при Кёсе-даге, близ Чманкатука, к западу от Эрзинджана. Развивая успех, Байджу взял Сивас и Дивриги (горожане не оказали сопротивления и были пощажены), а затем Кайсери, вторую столицу сельджуков, и Эрзинджан (здешние жители пытались защищаться и подверглись резне). Кей-Хосров II не мог более противостоять монголам. По условиям мира, он должен был ежегодно отправлять в Каракорум около 12 миллионов иперпиров либо местных серебряных монет, 500 кусков шёлка, 500 верблюдов и 5000 баранов. Однако султан, видимо, узнав о противоречиях между Байджу и правителем Улуса Джучи Бату, отправил своих послов с признанием зависимости именно к последнему. Послы Кей-Хосрова были благосклонно приняты, и правитель сельджуков стал вассалом Бату .
Царь Киликийской Армении Хетум I, благоразумно не оказавший поддержки Кей-Хосрову II в войне против монголов, теперь отправил к Байджу посольство во главе со своим отцом Константином Пайлом и братом Смбатом Спарапетом. Послы, прибыв в ставку военачальника «были представлены Бачу-ноину, жене Чармагуна Элтина-хатун и другим великим вельможам». По договору, заключённому между сторонами, армяне обязались снабжать монгольское войско продовольствием и поставлять нужное количество войск для участия в походах; в свою очередь, монгольское командование признавало суверенитет Киликийского царства и обещало оказывать вооружённую помощь армянам в случае нападения на них соседних государств. Этот договор был выгоден как Киликии, так и Байджу, которому были необходимы союзники в регионе, весьма удалённом от Монголии. В качестве подтверждения дружественных намерений киликийцев Байджу потребовал от Хетума выдачи семьи султана Кей-Хосрова, нашедшей убежище в Киликийском царстве. Хетум был вынужден принять это условие.
В то время, как Байджу действовал в Малой Азии, отряды под командованием Ясавура совершили рейд в северную Сирию, на территории Дамаска, Халеба, Хамы и Хомса, айюбидские владетели которых смогли откупиться от монголов. От Боэмунда V, князя Антиохийского, также потребовали подчинения, но вскоре Ясавур вынужден был отвести войска, по-видимости, из-за летней жары, губительно действовавшей на лошадей.
Монгольское наступление заставило кочевавших в Сирии хорезмийцев — остатки войск Джелал ад-Дина — двинуться в Палестину, где они захватили Иерусалим (11 августа 1244 года), а затем совместно с египетским султаном разгромили крестоносное войско при Ла-Форбье, близ Газы (17 октября).
Под влиянием этих обстоятельств Папа Римский Иннокентий IV решил отправить к монгольским правителям несколько посольств. Одно из них, во главе с доминиканцем Асцелином, 24 мая 1247 г. достигло ставки Байджу близ Сисиана. Асцелин и его спутники не проявили должного дипломатизма, отказавшись исполнить церемонию преклонения перед Байджу и потребовав от него принятия христианства; они также отказались проследовать по его приказу в Каракорум, имея от папы указание передать письма первому встреченному монгольскому военачальнику. Всё это чуть было не стоило им жизни; от казни Асцелина спасло заступничество советников Байджу, и прибытие в этот момент из Монголии Эльджигидея, которого новый хан Гуюк назначил вместо Байджу. 25 июля Асцелин покинул монгольский лагерь, с двумя документами на руках — ответом Байджу папе и эдиктом Гуюка, привезённым Эльджигидеем. Асцелина сопровождали два монгольских посла, Айбег и Сергис, тюрок и сирийский несторианин. 22 ноября Иннокентий IV передал Айбегу и Сергису свой ответ на послание Байджу.
После прихода к власти Мункэ (1251 г.) положение Байджу в качестве командующего войсками в северо-западном Иране было подтверждено новым ханом, Эльджигидей был отозван и казнён. Байджу в своих донесениях центральному правительству «жаловался на еретиков и на багдадского халифа», в связи с чем на курултае 1253 года было решено отправить против иранских исмаилитов и Аббасидов Багдада армию во главе с Хулагу, младшим братом каана. Байджу было предписано заготовить для довольствия войск «по одному тагару муки и бурдюку вина» на каждого человека.
Хулагу, выступив в поход в начале 1256 года, к концу 1257 разгромил исмаилитские крепости в Иране и двинулся против Багдада. Байджу шёл к столице Аббасидов со стороны Ирбиля. Перейдя Тигр, его войско разбило халифских полководцев Фатх ад-Дина ибн Курда и Карасонкура, а затем заняло западные предместья Багдада. После взятия города (февраль 1258 г.) монгольские войска расположились в Мугани. Затем, в сентябре 1259 года Хулагу вступил в Сирию; силы под командованием Байджу находились на правом крыле армии.
О дальнейшей судьбе Байджу имеются противоречивые данные. Рашид ад-Дин в одном месте «Сборника летописей» указывает, что «за особое рвение при завоевании Багдада» хан Хулагу дал ему хорошие кочевья и утвердил темником, а после смерти Байджу его сын Адак ведал десятитысячным отрядом отца; в другом месте утверждается, что Хулагу обвинил и казнил Байджу, конфисковав половину его имущества. Тумен Байджу был передан сыну Чормагана Ширамуну. Адак, по этим сведениям, был командиром тысячи; Суламиш, сын Адака, в правление ильхана Газана сделался темником, но восстал, был схвачен и казнён в 1299 году в Тебризе.

## Образ в кинематографе
- Сериал «Возрождение: Эртугрул». Роль сыграл турецкий актёр Барыш Багджи.
- Фильм «Непокорный Каратай». Роль сыграл турецкий актёр Юрдаэр Окур.
- Сериал "Мевлана" (Турция).

## Комментарии
1. ↑  Хурчи, хорчи — стрелок, оруженосец, воин личной охраны.
2. ↑  „Еретики“ — мусульманское название исмаилитов.